# Mercado de la Ciudadela
El Mercado de Ciudad de México está especializado en la venta de artesanía mexicana. Situado en el Suroeste del Centro Histórico de la Ciudad de México (situada en México como ya se ha estipulado), ha llegado a considerarse como el mejor mercado a nivel Nacional. Se estableció poco antes de que se efectuaran los Juegos Olímpicos de 1968, con la finalidad de promocionar el patrimonio artesanal del país. En el lugar operan unos 350 vendedores que prestan sus servicios a clientes de diversos estados de México e incluso de otros países.

## Ubicación
El mercado se localiza en el barrio de la Ciudadela, al Suroeste del Centro Histórico de la Ciudad de México, y a 15 minutos de la Alameda Central, cerca del Metro Balderas. El mercado y el barrio llevan ese nombre por el singular Edificio de la Ciudadela, construido entre finales del siglo XVIII y principios del siglo XIX, que influyó en la austera arquitectura de la zona. El edificio se construyó originalmente para ser la sede de la Real Fábrica de Cigarros que estaba bajo control de la Monarquía española. Fue diseñado por un arquitecto militar durante el período conocido como la Independencia de México. La fábrica se convirtió en Ciudadela en 1816, para ser usado como prisión de rebeldes, como por ejemplo, José María Morelos y Pavón, y mantuvo su función militar hasta principios del siglo XX. Durante la Revolución mexicana, fue escenario de la Decena Trágica, y en 1931 fue declarado monumento nacional.
En 1944 cambió de uso y se convirtió en la Biblioteca de México, después nombrada Biblioteca José Vasconcelos y fue remodelada dos veces, una 1987 y otra en 2012.
El vecindario mantiene su arquitectura original, con una plaza en la cual se alojan distintos mercados y donde se puede aprender y bailar danzón los sábados y domingos. La plaza y las calles que la rodean son conocidas por ser lugares de encuentro entre personas que quieren practicar sexo libremente (no para ejercicio de la prostitución) pese a los esfuerzos del gobierno por abolir la práctica.
En el norte de la Plaza de la Ciudadela se encuentra una plaza más reciente que es la Plaza de San Juan.

## Operaciones
El mercado es un lugar donde se concentran 350 vendedores de los 32 estados de México. Muchos de ellos son pequeños locatarios y pocos aceptan otras formas de pago que no sea dinero en efectivo. De alguna forma, este sector representa a casi 12 millones de personas que en México dependen de la artesanía para vivir incluyendo tanto hombres como mujeres.
La selección de artesanías que se encuentran en el mercado es una de las mejores del país. En este mercado es posible encontrar prendas, alebrijes, muebles, joyería, vidrio, textiles, cerámica mexicana, hamacas, espejos, cartonería, tapetes, charolas, cajas de Olinalá, sombreros e instrumentos mexicanos.

## Historia del mercado
El mercado se estableció en 1965 como parte de las preparaciones para los Juegos Olímpicos de 1968. La idea central del gobierno era traer artesanías de distintas regiones del país para que fueran un atractivo para las olimpiadas y para el mundial de México 70. El éxito en estos eventos significó que el mercado se mantuvo de forma permanente.
En un principio, el terreno era parte de la Cámara de Diputados y fue el presidente Gustavo Díaz Ordaz quien ordenó que el suelo fuese usado para el mercado y pasó a ser administrado por el senado mexicano quien se lo pasó al Gobierno del DF. En 2010 las ventas bajaron un 60% dadas las bajas en el turismo.